# Saison 6 de Murder
 (mai 2020).
Si vous disposez d'ouvrages ou d'articles de référence ou si vous connaissez des sites web de qualité traitant du thème abordé ici, merci de compléter l'article en donnant les références utiles à sa vérifiabilité et en les liant à la section « Notes et références ».
Chronologie
Saison 5
Cet article présente le guide des épisodes de la sixième et dernière saison de la série télévisée américaine Murder (How to Get Away With Murder).

## Généralités
Au Canada, la saison est diffusée une heure plus tôt sur le réseau CTV.
L'actrice Karla Souza ne sera plus régulière, il se peut qu'elle revienne en tant qu'invitée dans deux ou trois épisodes.
En France, la dernière saison sortira le 1er octobre 2020 sur Netflix.

## Distribution

### Acteurs principaux
- Viola Davis (VF : Maïk Darah) : Annalise Keating
- Billy Brown (VF : Gilles Morvan) : Nate Lahey
- Jack Falahee (VF : Sébastien Desjours) : Connor Walsh
- Aja Naomi King (VF : Fily Keita) : Michaela Pratt
- Matt McGorry (VF : Damien Ferrette) : Asher Millstone
- Conrad Ricamora (VF : Stéphane Fourreau) : Oliver Hampton
- Charlie Weber (VF : Raphaël Cohen) : Franck Delfino
- Liza Weil (VF : Caroline Pascal) : Bonnie Winterbottom
- Rome Flynn (VF : Jim Redler) : Gabriel Maddox
- Amirah Vann (VF : Charlotte Corréa) : Tegan Price

### Acteurs récurrents
- Marsha Stephanie Blake (VF : Annie Milon) : Vivian Maddox
- William R. Moses (VF : David Krüger) : Agent Spécial Lanford
- Jennifer Jalene : Agent Avery Norris
- Tom Verica (VF : Pascal Germain) : Sam Keating
- Ray Campbell : Solomon Vick
- Kelen Coleman (VF : Karine Texier) : Chloe Millstone
- Gerardo Celasco (VF : Alexis Victor) : Xavier Castillo
- Mercedes Mason : Cora Duncan
- Cas Anvar : Robert Hsieh
- Quei Tann : Peyton Osborn
- Jennifer Parsons : Lydia Millstone
- Deborah Levin : Sara Gordon / Denise Pullock
- Lauren Bowles : Assistant U.S. Attorney Montes
- Kathleen York : Juge Martha Vitkay
- Karla Souza (VF : Sylvie Jacob) : Laurel Castillo (épisodes 9, 14 et 15)

### Invités
- Alfred Enoch (VF : Pascal Nowak) : Christopher Castillo (épisodes 9 et 15)
- Emily Bergl : Sally
- Kathleen Quinlan : Britt
- Esai Morales (VF : Julien Kramer) : Jorge Castillo
- Beverly Todd : Donna Fitzgerald
- Sam Anderson : Thomas Fitzgerald
- Jessica Marie Garcia : Rhonda Navarro
- Natalia del Riego : Marisol Diaz
- Oscar Daniel Reyez : Hector Diaz
- Dijon Talton : Ravi
- Deborah Levin (VF : Antonella Colapietro) : Sara Gordon
- Laura Innes (VF : Céline Monsarrat) : Lynne Birkhead
- Tess Harper : Sheila Miller
- Teya Patt : Paula Gladden
- Cicely Tyson (VF : Anne Jolivet) : Ophelia Harkness
- Cynthia Stevenson : Pam Walsh
- D.W. Moffett : Jeff Walsh
- Anne-Marie Johnson : Kendra Strauss
- Dante Verica : Gabriel Maddox (jeune)

## Épisodes

### Épisode 1:Dites adieu
- États-Unis /  Canada : 26 septembre 2019 sur ABC / CTV
- France : 1er octobre 2020 sur Netflix

- États-Unis : 2,43 millions de téléspectateurs[réf. souhaitée] (première diffusion)

- Kathleen Quinlan (Britt)
- Marsha Stephanie Blake (Vivian)
- Emily Bergl (Sally)
- William R. Moses (Special Agent Lanford)
- Christopher Darga (Victor)

### Épisode 2:Vivian est là
- États-Unis /  Canada : 3 octobre 2019 sur ABC / CTV
- France : 1er octobre 2020 sur Netflix

- États-Unis : 2,56 millions de téléspectateurs[réf. souhaitée] (première diffusion)

- Esai Morales (Jorge Castillo)
- Marsha Stephanie Blake (Vivian Maddox)
- William R. Moses (Special Agent Lanford)
- Catherine Dent (DHS Attorney Ford)
- Jennifer Jalene (Agent Avery Norris)

### Épisode 3:Tu crois que je suis mauvais?
- États-Unis /  Canada : 10 octobre 2019 sur ABC / CTV
- France : 1er octobre 2020 sur Netflix

- États-Unis : 2,23 millions de téléspectateurs[réf. souhaitée] (première diffusion)

- Tom Verica (Sam Keating)
- Marsha Stephanie Blake (Vivian Maddox)
- William R. Moses (Agent Special Lanford)
- Nora Dunn (Juge Lily Nanjani)
- Gerardo Celasco (Xavier Castillo)

### Épisode 4:Je déteste ce monde
- États-Unis /  Canada : 17 octobre 2019 sur ABC / CTV
- France : 1er octobre 2020 sur Netflix

- États-Unis : 2,10 millions de téléspectateurs (première diffusion)

- Tom Verica (Sam Keating)
- Ray Campbell (Solomon Vick)
- Kelen Coleman (Chloe Millstone)
- François Chau (Carl's Lawyer)
- William R. Moses (Special Agent Lanford)
- Dijon Talton (Ravi)

### Épisode 5:On va tous tomber
- États-Unis /  Canada : 24 octobre 2019 sur ABC / CTV
- France : 1er octobre 2020 sur Netflix

- États-Unis : 2,25 millions de téléspectateurs (première diffusion)

- Tom Verica (Sam Keating)
- Ray Campbell (Solomon Vick)
- Kelen Coleman (Chloe Millstone)
- Mercedes Mason (Cora)
- Gerardo Celasco (Xavier Castillo)
- Jennifer Parsons (Lydia Millstone)
- Dijon Talton (Ravi)

### Épisode 6:La famille, ça craint
- États-Unis /  Canada : 31 octobre 2019 sur ABC / CTV
- France : 1er octobre 2020 sur Netflix

- États-Unis : 2,16 millions de téléspectateurs (première diffusion)

- Ray Campbell (Solomon Vick)
- Mercedes Mason (Cora)
- Kelen Coleman (Chloe Millstone)
- Spencer Garrett (Alexander Ballast)
- Jennifer Parsons (Lydia Millstone)

### Épisode 7:C'est moi le meurtrier
- États-Unis /  Canada : 7 novembre 2019 sur ABC / CTV
- France : 1er octobre 2020 sur Netflix

- États-Unis : 2,21 millions de téléspectateurs (première diffusion)

- Laura Innes (Gouverneur Lynne Birkhead)
- Beverly Todd (Donna Fitzgerald)
- Sam Anderson (Thomas Fitzgerald)
- Reed Diamond (David Golan)
- Cas Anvar (Robert Hsieh)

### Épisode 8:Je veux être libre
- États-Unis /  Canada : 14 novembre 2019 sur ABC / CTV
- France : 1er octobre 2020 sur Netflix

- États-Unis : 2,28 millions de téléspectateurs (première diffusion)

- Laura Innes (Lynne Birkhead)
- Tess Harper (Sheila Miller)
- Alex Fernandez (AG Harold Chavez)
- Cas Anvar (Robert Hsieh)
- Tim Russ (Juge Kofi Bonaparte)

### Épisode 9:C'est toi la taupe?
- États-Unis /  Canada : 21 novembre 2019 sur ABC / CTV
- France : 1er octobre 2020 sur Netflix

- États-Unis : 2,16 millions de téléspectateurs (première diffusion)

- Cicely Tyson (Ophelia Harkness)
- Kelen Coleman (Chloe Millstone)
- William R. Moses (Special Agent Lanford)
- Jennifer Jalene (Agent Avery Norris)
- Quei Tann (Peyton Osborn)

### Épisode 10:On ne s'en sortira pas
- États-Unis /  Canada : 2 avril 2020 sur ABC / CTV
- France : 1er octobre 2020 sur Netflix

- États-Unis : 2,91 millions de téléspectateurs (première diffusion)

- Cynthia Stevenson (Pam Walsh)
- Ray Campbell (Solomon Vick)
- Lauren Bowles (AUSA Montes)
- D.W. Moffett (Jeff Walsh)
- Kelen Coleman (Chloe Millstone)

### Épisode 11:L'heure du jugement dernier
- États-Unis /  Canada : 9 avril 2020 sur ABC / CTV
- France : 1er octobre 2020 sur Netflix

- États-Unis : 2,78 millions de téléspectateurs (première diffusion)

- Cicely Tyson (Ophelia Harkness)
- William R. Moses (Special Agent Lanford)
- Kelen Coleman (Chloe Millstone)
- Lauren Bowles (Ausa Montes)
- Kathleen York (Martha Vitkay)

### Épisode 12:Réglons-lui son compte
- États-Unis /  Canada : 16 avril 2020 sur ABC / CTV
- France : 1er octobre 2020 sur Netflix

- États-Unis : 2,81 millions de téléspectateurs (première diffusion)

- Marsha Stephanie Blake (Vivian)
- Ray Campbell (Solomon Vick)
- William R. Moses (Special Agent Lanford)
- Lauren Bowles (AUSA Montes)
- Gerardo Celasco (Xavier Castillo)

### Épisode 13:Et si Sam n'était pas le méchant tout ce temps?
- États-Unis /  Canada : 30 avril 2020 sur ABC / CTV
- France : 1er octobre 2020 sur Netflix

- États-Unis : 2,77 millions de téléspectateurs (première diffusion)

- Marsha Stephanie Blake (Vivian Maddox)
- William R. Moses (Special Agent Lanford)
- Deborah Levin (Agent Pollock)
- Tom Verica (Sam Keating)
- Hannah Choi (DNA Technician)

### Épisode 14:Annalise Keating est morte
- États-Unis /  Canada : 7 mai 2020 sur ABC / CTV
- France : 1er octobre 2020 sur Netflix

- États-Unis : 2,69 millions de téléspectateurs (première diffusion)

- Esai Morales (Jorge Castillo)
- Jamie McShane (U.S. Attorney Lennox)
- William R. Moses (Agent Special Lanford)
- Ray Campbell (Solomon Vick)
- Kathleen York (Juge Vitkay)

### Épisode 15:Reste
- États-Unis /  Canada : 14 mai 2020 sur ABC / CTV
- France : 1er octobre 2020 sur Netflix

- États-Unis : 3,20 millions de téléspectateurs (première diffusion)

- Cicely Tyson (Ophelia Harkness)
- Karla Souza (Laurel Castillo)
- Alfred Enoch (Christopher Castillo)
- Esai Morales (Jorge Castillo)
- Laura Innes (Gouverneur Lynne Birkhead)

Pendant le procès d'Annalise, les derniers témoins sont Jorge Castillo et Nate Leahy ; le premier nie toute implication de Birkhead mais Nate dénonce l'arrangement financier de 20 millions de dollars que le FBI lui a offert pour taire le fait qu'un agent du FBI, payé par Xavier Castillo, a tué Asher. Annalise surprend Gabriel au tribunal, mais Frank lui donne les 83 000 dollars qui lui reste des Mahoney pour qu'il disparaisse, révélant que la mémoire de Sam ne valait pas la peine d'être défendue vu qu'il lui avait demandé de tuer Lila sans lui dire qu'elle était enceinte. Annalise décroche un dernier atout grâce à Frank, qui a menacé l'avocat de Hannah pour obtenir une preuve utile : un enregistrement d'une conversation téléphonique entre Hannah et Xavier évoquant leur lien avec la gouverneure ; confrontée à l'enregistrement lors de son passage à la barre, Birkhead vacille mais continue à nier l'existence du complot. Furieuse de la réaction de son père, Laurel propose Tegan d'arranger la mort de Jorge contre des titres de propriété valant plusieurs millions de dollars. Oliver cherche par tous les moyens à éviter la prison à Connor, mais il refuse et préfère passer cinq ans en prison s'il le faut pour ses crimes. Quand Annalise demande à Nate pourquoi il a fini par prendre son parti, il explique qu'il aura l'argent du FBI mais préfère pardonner et tourner la page.
Annalise doit préparer son discours de clôture. Devant le jury, elle admet ses fautes et les crimes qu'elle a réellement commis mais réaffirme son innocence. En attendant le verdict, Tegan retrouve Annalise et lui avoue son amour et son admiration. Le verdict tombe : Annalise est déclarée non coupable de tous les chefs d'accusation. Connor est donc arrêté mais quand Michaela essaie de consoler Oliver, il la repousse, et Laurel l'abandonne à son tour. Devant le tribunal, alors qu'Annalise tient une conférence de presse, Bonnie repère Frank dans la foule qui sort une arme et tire Birkhead. Frank est abattu par la police et Bonnie, qui a voulu s'interposer, est touchée également. Les deux amants meurent dans les bras d'Annalise. Au même moment, Laurel fuit le tribunal et Jorge meurt poignardé en prison.

## Audiences aux États-Unis
| N° d'épisode | Titre original                                  | Titre français                                   | Chaîne | Date de diffusion originale | Audience (en millions de téléspectateurs) | Pdm sur les 18-49 ans |
| ------------ | ----------------------------------------------- | ------------------------------------------------ | ------ | --------------------------- | ----------------------------------------- | --------------------- |
| 1            | Say Goodbye                                     | Dites adieu                                      | ABC    | 26 septembre 2019           | 2.43                                      | 0.6/3                 |
| 2            | Vivian's Here                                   | Vivian est là                                    | ABC    | 3 octobre 2019              | 2.56                                      | 0.5/3                 |
| 3            | Do You Think I'm a Bad Man?                     | Tu crois que je suis mauvais ?                   | ABC    | 10 octobre 2019             | 2.23                                      | 0.5/3                 |
| 4            | I Hate the World                                | Je déteste ce monde                              | ABC    | 17 octobre 2019             | 2.10                                      | 0.4/2                 |
| 5            | We're All Gonna Die                             | On va tous tomber                                | ABC    | 24 octobre 2019             | 2.25                                      | 0.5/3                 |
| 6            | Family Sucks                                    | La famille, ça craint                            | ABC    | 31 octobre 2019             | 2.16                                      | 0.4/2                 |
| 7            | I'm the Murderer                                | C'est moi le meurtrier                           | ABC    | 7 novembre 2019             | 2.21                                      | 0.4/2                 |
| 8            | I Want to Be Free                               | Je veux être libre                               | ABC    | 14 novembre 2019            | 2.28                                      | 0.5/2                 |
| 9            | Are You the Mole?                               | C'est toi la taupe ?                             | ABC    | 21 novembre 2019            | 2.16                                      | 0.4/2                 |
| 10           | We're Not Getting Away With It                  | On ne s'en sortira pas                           | ABC    | 2 avril 2020                | 2.91                                      | 0.6/3                 |
| 11           | The Reckoning                                   | L'heure du jugement dernier                      | ABC    | 9 avril 2020                | 2.78                                      | 0.6/3                 |
| 12           | Let's Hurt Him                                  | Réglons-lui son compte                           | ABC    | 16 avril 2020               | 2.81                                      | 0.6/3                 |
| 13           | What If Sam Wasn't the Bad Guy This Whole Time? | Et si Sam n'était pas le méchant tout ce temps ? | ABC    | 30 avril 2020               | 2.77                                      | 0.6                   |
| 14           | Annalise Keating Is Dead                        | Annalise Keating est morte                       | ABC    | 7 mai 2020                  | 2.69                                      | 0.5                   |
| 15           | Stay                                            | Reste                                            | ABC    | 14 mai 2020                 | 3.20                                      | 0.7                   |